# Відносини Уругвай — Європейський Союз
Уругвай і Європейський Союз мають тісні історичні, культурні, економічні та політичні зв’язки.
ЄС та Уругвай підписали Рамкову угоду про співробітництво у 1992 році для сприяння двостороннім відносинам з метою розширення співробітництва у сфері торгівлі, фінансів та технологій, серед іншого.
ЄС є третім за величиною торговим партнером Уругваю; потоки капіталу та прямих інвестицій з Європи до Уругваю зростають. Такі компанії, як UPM (целюлоза), Montes del Plata (целюлоза), Katoen Natie (логістика/операція порту), Glencore (сільське господарство), Sofitel (туризм), Bayer (фармацевтика), Banco Santander, BBVA (банківська справа) і Movistar (телекомунікації) ), серед інших, є активними учасниками економіки Уругваю.